# متحف بيكاسو (باريس)
متحف بيكاسو هو ثاني أكبر متحف للفنان العالمي بيكاسو بعد متحف بيكاسو بمدينة برشلونة في إسبانيا.

## التاريخ
المبنى الذي اقيم فيه المتحف يعود إلى القرن السابع عشر الميلادي وكان عبارة عن قصر وتغير لمدرسة وانتقلت ملكيته للعديد من الأشخاص ثم سيطرة عليه حكومة الثورة الفرنسية وبعدها بيع إلى عدد اشخاص وتحول إلى فندق، ولكن تم تخصيصه كمتحف يضم فيه أعمال الفنان بيكاسو في العام 1985 بعدما قدم ورثة بيكاسو جزءا من مجموعتهم الشخصية من أعمال الفنان الذي توفي العام 1973.

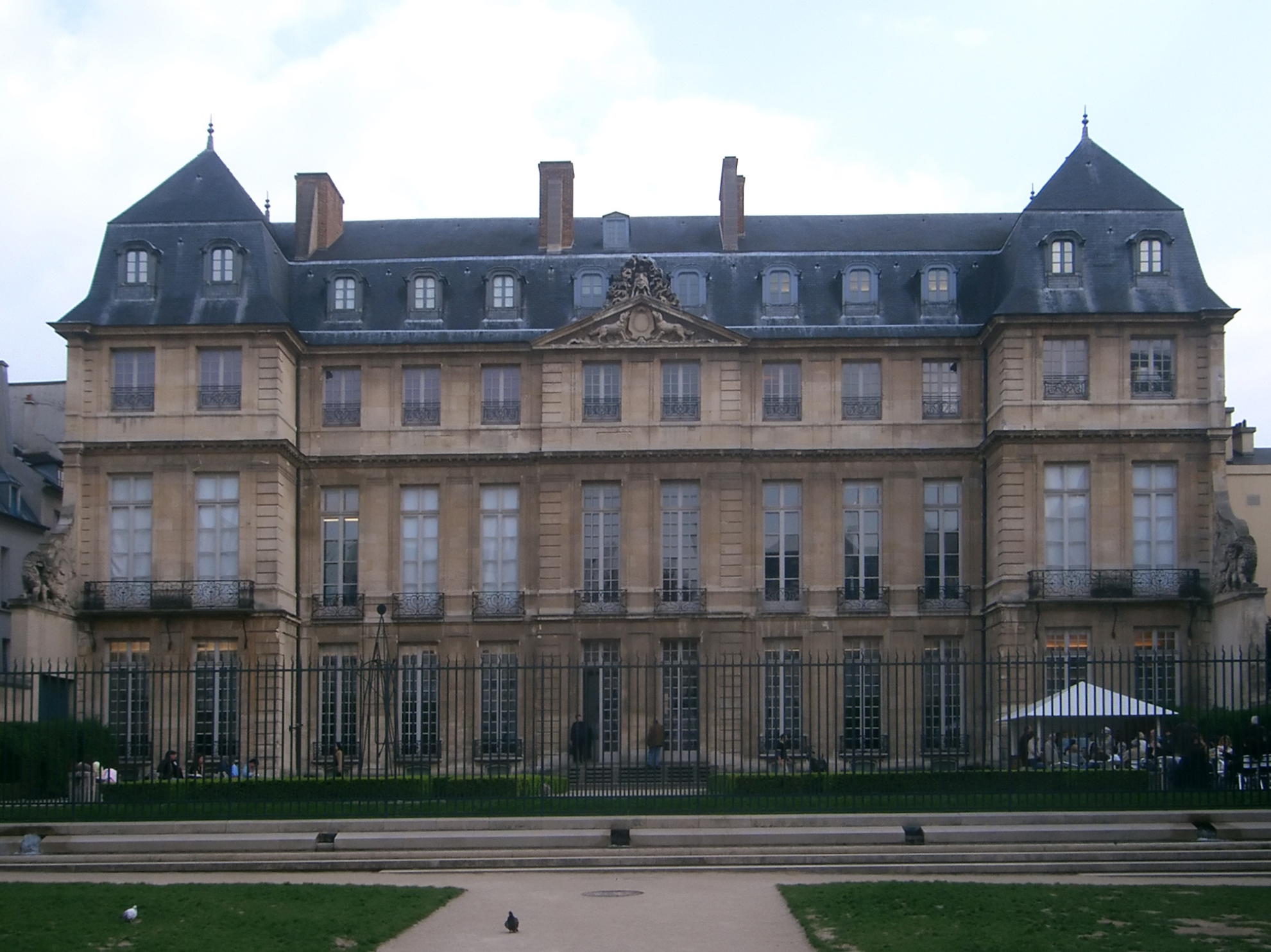
مبنى متحف بيكاسو في باريس بني عام 1659

## المحتوى والأقسام
يضم المتحف أكثر من خمسة آلاف عمل فني للرسام الأسباني بيكاسو, ويستقبل نحو نصف مليون زائر سنويا بينهم 65% من الأجانب.

## الترميم والاغلاق
تم اغلاق المتحف خمس سنوات لاجل الترميم واعاده افتتاحه في ايلول سبتمبر 2014 ( المصدر: صحيقه اليبان الإمارات 10 سبتمبر 2014 )